# 昭和恐慌
昭和恐慌（しょうわきょうこう）は、1929年（昭和4年）10月にアメリカ合衆国で起き世界中を巻き込んでいった世界恐慌の影響が日本にも及び、翌1930年（昭和5年）から1931年（昭和6年）にかけて日本経済を危機的な状況に陥れた、戦前の日本における最も深刻な恐慌。
第一次世界大戦による戦時バブル（＝日本の大戦景気）の崩壊によって、銀行が抱えた不良債権が金融システムの悪化を招き、一時は収束するものの、その後の金本位制を目的とした緊縮的な金融政策によって、日本経済は深刻なデフレ不況に陥った。

## 背景
昭和恐慌の発端は、第一次世界大戦による戦時バブル（＝日本の大戦景気）の崩壊にある。第一次世界大戦中は大戦景気に沸いた日本であったが、戦後ヨーロッパの製品がアジア市場に戻ってくると1920年（大正9年）には戦後恐慌が発生し、それが終息に向かおうとしていた矢先、1922年（大正11年）の銀行恐慌、1923年（大正12年）には関東大震災が次々と起こって再び恐慌に陥った（震災恐慌）。このとき、被災地の企業の振り出した手形を日本銀行（日銀）が再割引して震災手形としたことは、却って事態の悪化をまねいている。
また、第一次世界大戦最中の1917年（大正6年）9月、日本はアメリカ合衆国に続いて金輸出禁止を行い、事実上金本位制から離脱していた。アメリカは、大戦直後の1919年（大正8年）には早くも金輸出を解禁（金解禁）し、金本位制に復帰した。しかし、大戦後の日本は、1919年（大正8年）末時点で、内地・外地をあわせた正貨準備が20億4,500万円にのぼっており、国際収支が黒字であったにもかかわらず、金解禁を行わなかった。
1920年代には世界の主要国は次々と金本位制に復帰し、金為替本位制を大幅に導入した国際金本位制のネットワークを再建しており、世界経済は大衆消費社会を迎え、「永遠の繁栄」を謳歌していたアメリカの好景気と好調な対外投資によって相対的な安定を享受していた。
日本政府は、このような世界的な潮流に応じて何度か金解禁を実施しようと機会をうかがったが、1920年代の日本経済は上述したように慢性的な不況が続いて危機的な状態にあり、また、立憲政友会が反対に回ったことから金解禁に踏み切ることができなかった。さらに1927年（昭和2年）には、片岡直温蔵相の失言による取り付け騒ぎから発生した金融恐慌（昭和金融恐慌）が起こり、為替相場は動揺しながら下落する状況が続いた。1928年（昭和3年）6月にはフランスも新平価（5分の1切下げ）による金解禁を行ったため、主要国では日本のみが残された。このころ、日本の復帰への思惑もからんで円の為替相場は乱高下したため、金解禁による為替の安定は、輸出業者・輸入業者の区別なく、財界全体の要求となった。

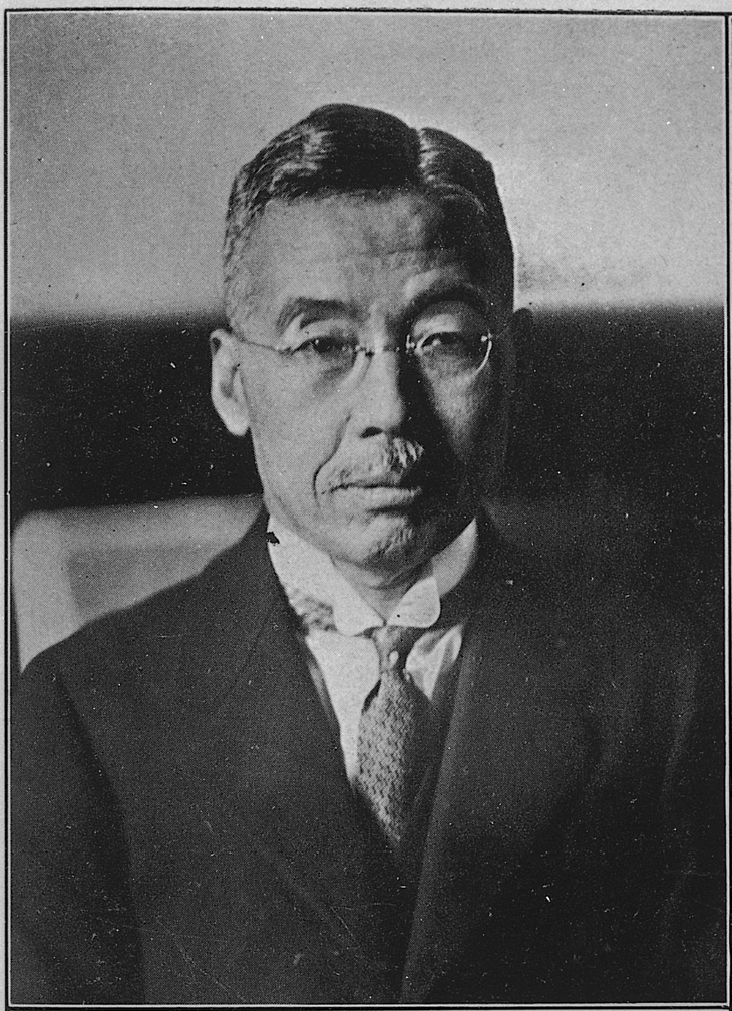
濱口内閣蔵相時代の井上準之助

このような状況下で成立した立憲民政党の濱口内閣は、「金解禁・財政緊縮・非募債と減債」と「対支外交刷新・軍縮促進・米英協調外交」を掲げ、金本位制の復帰を決断する。日本製品の国際競争力を高めるために物価引き下げ策を採用し、市場にデフレ圧力を加えることで産業合理化を促し、高コストと高賃金の問題を解決しようとした。これは多くの中小企業に痛みを強いる改革であった。濱口内閣の井上準之助蔵相は、徹底した緊縮財政政策を進める一方で正貨を蓄え、金輸出解禁を行うことによって外国為替相場の安定と経済界の抜本的整理を図った。
1929年（昭和4年）12月7日付の大阪毎日新聞は「下る・下る物価 よいお正月ができるとほくそえむサラリーマン」という見出しで、金本位制復帰によるデフレを歓迎した。
金本位制復帰後の当時の新聞記事の見出しでは「金融平穏無事」（大阪時事新報、1930年〈昭和5年〉1月12日）、「金解禁後の財界は至極良好」（大阪朝日新聞、1930年〈昭和5年〉1月22日）と礼賛されたが、1か月後には「金解禁で産業界は高率操短時代」（中外商業新報、1930年〈昭和5年〉2月17 - 19日）、「一般物価に比し米価は甚だしく下落」（大阪朝日新聞、1930年〈昭和5年〉2月20日）といった批判的な見出しが現れ始めた。また、昭和恐慌当時の代表的なメディアである新聞や総合雑誌からは「不景気を徹底させよ」と勇ましいスローガンが飛び出していた。

## 昭和恐慌の発生

### 世界恐慌と金解禁

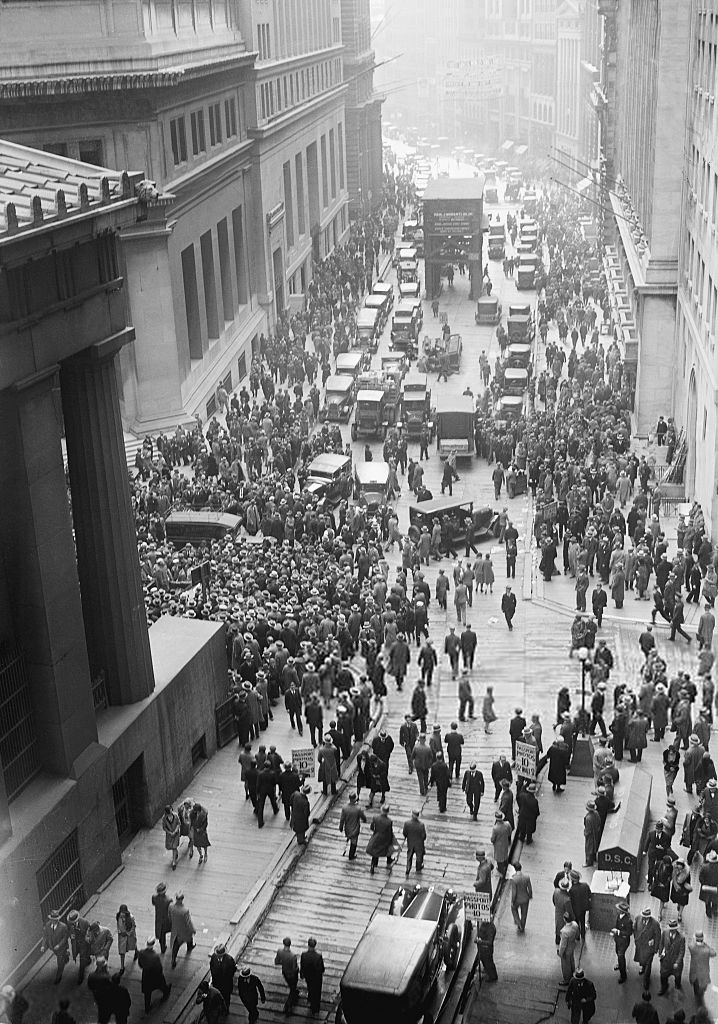
1929年（昭和4年）10月のウォール街大暴落で混乱する米国ニューヨーク

緊縮財政と金融引き締め策によって約3億円の正貨が準備され、為替も急速に回復したため、日本政府は1929年（昭和4年）11月22日、翌1930年（昭和5年）の1月11日をもって金解禁に踏み切る大蔵省令を公布した。しかし、直前の10月24日にアメリカ合衆国ニューヨークのウォール街で起こった株価の大暴落に端を発した恐慌が世界中に波及し、世界恐慌を巻き起こした。これにより、日本の経済は金解禁による不況とあわせて、二重の打撃を受けることとなった。
金解禁前の為替相場の実勢は100円＝46.5ドル前後の円安であったが、井上蔵相は100円＝49.85ドルという金禁輸前の旧平価での解禁を行ったため、実質的には円の切り上げとなった。円高をもたらして日本の輸出商品をあえて割高にし、ひいては日本経済をデフレーションと不況に導くおそれのある旧平価解禁を実施したのは、円の国際信用を落としたくない思いに加えて、生産性の低い不良企業を淘汰することによって日本経済の体質改善をはかる必要があるとの判断されたためであった。金融界においても、金融恐慌後の資金の集中によって体質強化が図られていたため、デフレを乗り切る自信が備わっていた。また、為替の不安定に悩まされていた商社も金解禁に賛成し、海外からも金解禁を迫られていた。
しかし、1930年（昭和5年）1月は、金解禁の時期としては最も悪いタイミングであった。政府が金解禁を急いだのは、1929年（昭和4年）までのアメリカの繁栄をみたためであったが、ウォール街大暴落がやがて起こる世界大恐慌の前ぶれであることを予見した世界の指導者は誰一人としておらず、井上蔵相もまた、再びアメリカ経済が活況を呈するだろうと考えていた。しかし、日本の金解禁は世界恐慌の幕が切って落とされたその時に実行に移された。金解禁を見越して輸出代金回収を早め、輸入代金支払いを繰り延べる「リーズ・アンド・ラグズ」によって国際収支の好調と為替相場の上昇が一時みられたものの、解禁後は一転して逆調となった。

### 正貨流出と昭和恐慌の発生
低コストによって輸出を拡大させようとした井上蔵相の狙いとは裏腹に、対外輸出は激減した。その一方で、日本国内で兌換された正貨は海外に大量に流出した。金解禁後わずか2か月で約1億5,000万円もの正貨が流出、1930年（昭和5年）を通して2億8,800万円に及んだ。正貨流出は1931年（昭和6年）になっても収まらず、むしろ激しさを増した。
日本の輸出先は、生糸についてはアメリカ、綿製品や雑貨については中国をはじめとするアジア諸国であったが、これらの国々はとりわけ世界恐慌のダメージの強い地域であった。このため1930年（昭和5年）3月には商品市場が大暴落し、生糸、鉄鋼、農産物等の物価は急激に低下した。次いで株式市場の暴落が起こり、金融界を直撃した。さらに、物価と株価の下落によって中小企業の倒産や操業短縮が相次ぎ、失業者が街にあふれ、国民一般の購買力も減少していった。1930年（昭和5年）中に倒産した会社は823社に及び、減資した会社は311社、解散・減資の総額は5億8,200万円に及んでいる。労働運動も激化した。また、全体の3割にあたる約3万の小売商が夜逃げしている。当時、稀少であったはずの大学・専門学校卒業生のうち約3分の1が職がない状態であり、学士が職にありつけない明治以来の異変が生じて「大学は出たけれど」が流行語となった。1930年（昭和5年）の失業者は全国で250万人あまりと推定されており、このような未曽有の不況は「ルンペン時代」と称された。
1929年（昭和4年）を100としたときの1930年（昭和5年）・1931年（昭和6年）の経済諸指標は以下の通りである。
| 項目     | 1929年 昭和4年 | 1930年 昭和5年 | 1931年 昭和6年 |
| -------- | -------------- | -------------- | -------------- |
| 国民所得 | 100            | 81             | 77             |
| 卸売物価 | 100            | 83             | 70             |
| 米価     | 100            | 63             | 63             |
| 綿糸価格 | 100            | 66             | 56             |
| 生糸価格 | 100            | 66             | 45             |
| 輸出額   | 100            | 68             | 53             |
| 輸入額   | 100            | 70             | 60             |

なお、1930年（昭和5年）時点での日本の1人あたり国民所得 (GNI) は、アメリカの約9分の1、イギリスの約8分の1、フランスの約5分の1、ベルギーの約2分の1にすぎなかった。

### 農業恐慌
昭和恐慌で、とりわけ大きな打撃を受けたのは農村であった。生糸の対米輸出が激減したことに加え、デフレ政策と1930年（昭和5年）の豊作による米価下落、朝鮮、台湾からの米の流入によって米過剰が増大し、農村は壊滅的な打撃を受けた。

## 日本政府の対策

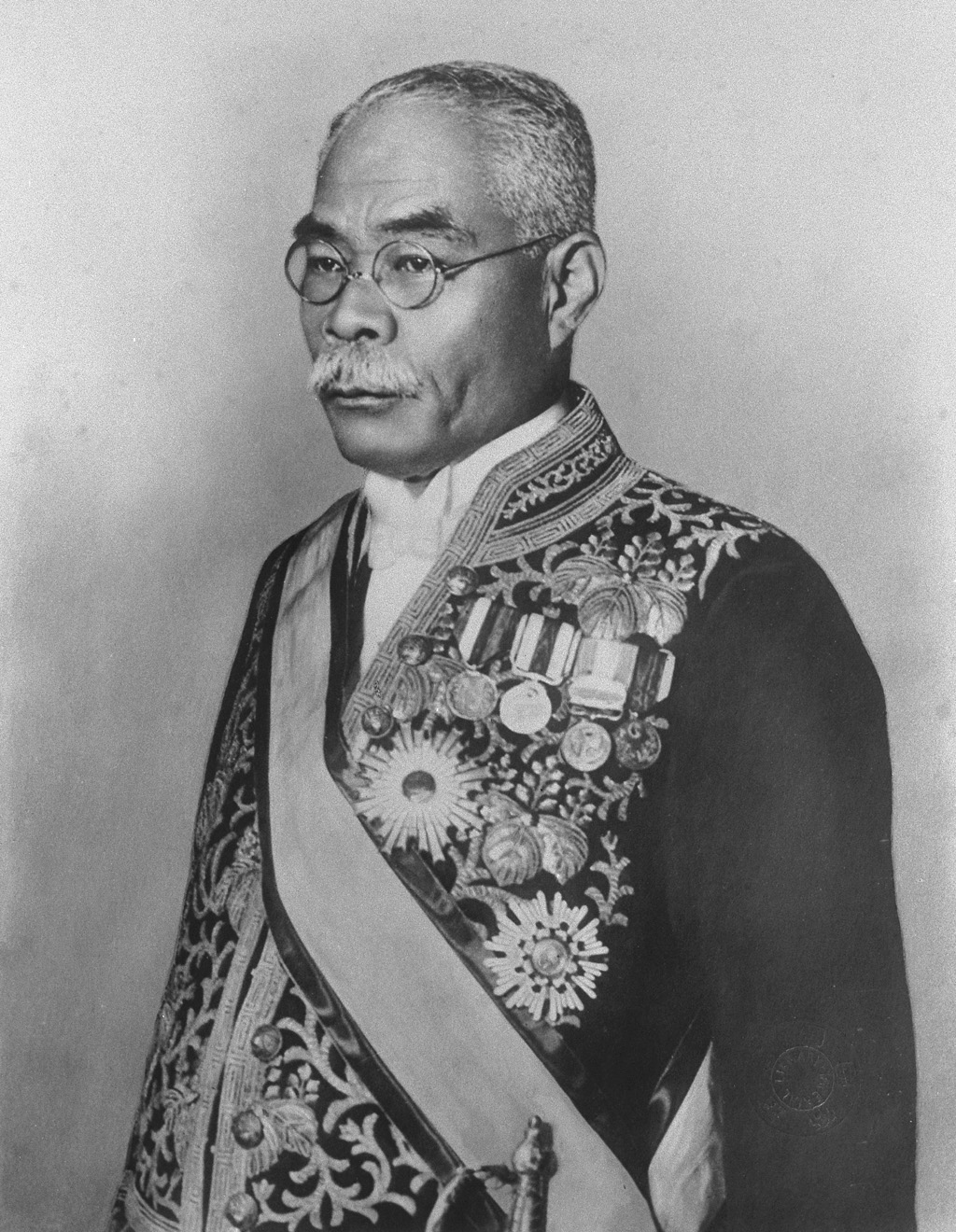
「ライオン首相」といわれた濱口雄幸

濱口内閣は、農業恐慌に対しては、農民への低利資金の融通や米、生糸の市価維持対策をとったが、緊縮財政の枠のなかでは不十分にしか行えなかった。一方で工業面では、1930年（昭和5年）6月に臨時産業合理局を設けている。
濱口内閣は、対外的には協調外交を進め、1930年（昭和5年）4月にロンドン海軍軍縮条約を調印した。しかし同年11月、これを統帥権干犯であるとして反発する愛国社の佐郷屋留雄によって、濱口首相は東京駅で狙撃された。濱口は一命を取り留めたが、1931年（昭和6年）4月、内閣不一致で総辞職した。政府は同じ4月に工業組合法、重要産業統制法を制定して、輸出中小企業を中心とした合理化やカルテルの結成を促進した。重要産業統制法は、指定産業での不況カルテルの結成を容認するものであったが、これが統制経済の先がけとなった。
濱口の後継としては同じ立憲民政党の若槻禮次郎を首班とする第2次若槻内閣が成立したが、1931年（昭和6年）9月、関東軍によって満洲事変が勃発した。また、同じ9月にはイギリスが金本位制から離脱したことにより、大量の円売り・ドル買いを誘発した。ドル買いを進めた財閥に対しては、「国賊」「非国民」として攻撃する声が国民の間に高まった。
満洲事変に対しては、若槻首相は事変不拡大を声明したが、関東軍はそれを無視して戦線を拡大した。こうして若槻内閣は、恐慌に対し有効な対策を講じることができないまま、事変後の事態の収拾にゆきづまって総辞職した。1931年（昭和6年）12月、立憲政友会の犬養毅が内閣を組織した。

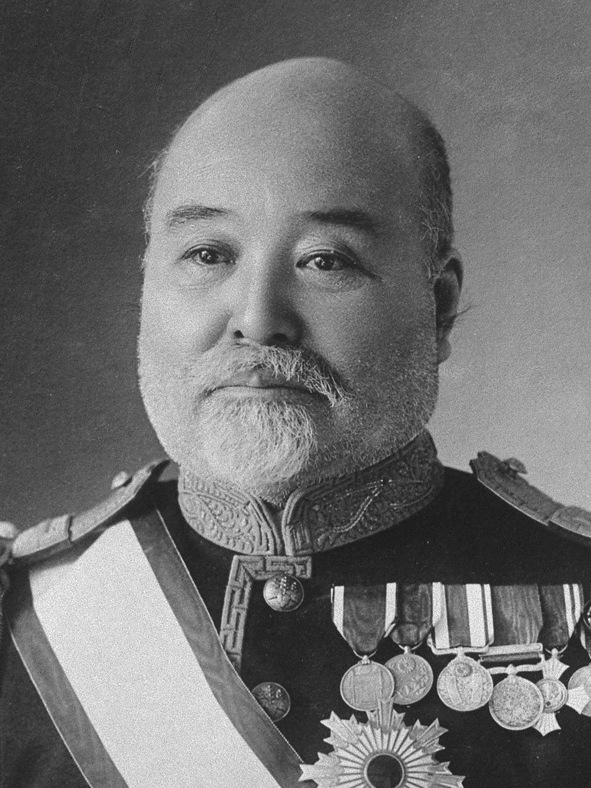
犬養内閣の蔵相高橋是清

犬養内閣の高橋是清蔵相は、1931年（昭和6年）12月、直ちに金輸出を再禁止し、日本は管理通貨制度へと移行した。高橋は民政党政権が行ってきたデフレ政策を180度転換し、積極財政を採り、軍事費拡張と赤字国債発行によるインフレーション政策を行った（これをきっかけとした軍拡政策は、景況改善後も、資源配分転換と国際協調を企図した軍縮の試みにもかかわらず継続される。これにより、満洲事変・支那事変を通じて軍部の発言力が増していくことになる）。
こうして、日本の金本位制復帰はわずか2年の短命に終わった。この2年間の深刻な恐慌は社会的危機を激化させ、濱口雄幸、井上準之助、三井財閥の大黒柱であった団琢磨らを襲ったテロリズムとなって暴発し、戦争と軍国主義への道を準備する結果となった。その一方で金輸出再禁止により、円相場は一気に下落し、円安に助けられて日本は輸出を急増させた。輸出の急増に伴い景気も急速に回復し、1933年（昭和8年）には他の主要国に先駆けて恐慌前の経済水準に回復した。

## 影響
高橋財政によって、日本は円安を利用して輸出を急増させたが、米英などからは「ソーシャル・ダンピング」であると批判を受けた。米英仏など多くの植民地を持つ国は、日本に対抗するため、自らの植民地圏で排他的なブロック経済を構築した(英：スターリング・ポンド・ブロック、米：ドル・ブロック、仏：フラン・ブロック)。ブロック経済化が進むと、一転して窮地に立たされた日本もこれらに対抗することを余儀なくされ、日満支円ブロック構築を目指してアジア進出を加速させることとなる。日本と同じ後発資本主義国であり、植民地に乏しいドイツ・イタリアも自国の勢力拡大を目指して膨張政策へと転じた。こうした「持てる国」と「持たざる国」との二極化は第二次世界大戦勃発の遠因となった。